# Scraptia caucasicola
Scraptia caucasicola is een keversoort uit de familie bloemspartelkevers (Scraptiidae). De wetenschappelijke naam van de soort is voor het eerst geldig gepubliceerd in 1924 door Roubal.